# Xã Big Springs, Quận Union, South Dakota
Xã Big Springs (tiếng Anh: Big Springs Township) là một xã thuộc quận Union, tiểu bang Nam Dakota, Hoa Kỳ. Năm 2010, dân số của xã này là 275 người.